# 多明尼克·奧化 (1995年)
多明尼克·奧化（英語：Dominic Iorfa，1995年7月8日—）是一名英格蘭足球運動員，場上司職後衛，現時效力英冠球會錫周三。

## 生平

### 球會
奧化的同名父親亦是一名職業足球運動員，曾在英格蘭、蘇格蘭和歐洲多個聯賽打滾，亦曾遠赴香港和中國參加當地聯賽，同時是尼日利亞國腳。奧化初時在出生地的球隊接受足球訓練，其後在15歲轉投狼隊的青訓學院。
2014年3月18日，奧化獲外借到英甲球隊，為期1個月，同日在0-1負於的比賽後補登場，是個人首次為成年隊上陣參賽，期間由慣常的中堅位置改踢右後衛。
自2014年12月6日為狼隊首次正選上陣後，奧化便一直霸佔右後衛的正選席位，深受球迷愛戴，改編白線條樂團的｢Seven Nation Army｣成為奧化的打氣歌｢Ohhh Domi-nic I-Orr-Faa｣，更獲選2015年1月份｢英格蘭足球聯賽每月最佳青年球員｣。奧化與球會簽約至2015年夏季，並可優先再續約多1年。

### 國家隊
他亦是英格蘭U18和U20的小國腳。

## 榮譽
個人
- 英格蘭足球聯賽每月最佳青年球員：2015年1月[9]

## 外部連結
- 足球数据库：多明尼克·奧化的球员统计数据
- England profile[] at the FA